# The Fleetwoods
Pour les articles homonymes, voir Fleetwood.
The Fleetwoods est un trio de chanteurs américain de doo-wop formé en 1958 à Olympia, dans l'État de Washington, par Gretchen Christopher, Barbara Ellis et Gary Troxel. Les trois amis de lycée se produisent d'abord sous le nom de Two Girls and a Guy avant d'adopter le nom de Fleetwoods. Le trio connaît rapidement un grand succès, avec notamment deux 45 tours no 1 des ventes aux États-Unis en 1959 : Come Softly to Me et Mr. Blue. Le trio se sépare en 1965, avec plusieurs réunions ponctuelles par la suite.

## Discographie

### Singles
| Titre                               | Année | Hot 100 | Album                                              |
| ----------------------------------- | ----- | ------- | -------------------------------------------------- |
| Come Softly To Me                   | 1959  | 1       | Mr. Blue                                           |
| Graduation's Here                   | 1959  | 39      | The Fleetwoods Greatest Hits                       |
| Mr. Blue/You Mean Everything To Me  | 1959  | 1       | Mr. Blue                                           |
| Outside My Window                   | 1960  | 28      | The Fleetwoods: Gretchen, Gary and Barbara         |
| Rundaround                          | 1960  | 23      | The Fleetwoods: Gretchen, Gary and Barbara         |
| The Last One to Know                | 1960  | 96      | Softly                                             |
| Confidential                        | 1960  |         | Mr. Blue                                           |
| Bazoom (I Need Your Lovin')         | 1961  |         | The Fleetwoods Sing The Best Goodies of The Oldies |
| Tragedy                             | 1961  | 10      | Softly                                             |
| He's (The Greatest Imposter)        | 1961  | 30      | Deep In a Dream                                    |
| Billy Old Buddy                     | 1962  |         | (Single seulement)                                 |
| Jimmy Beware                        | 1962  |         | Goodnight My Love                                  |
| Lovers by Night, Strangers by Day   | 1962  | 36      | The Fleetwoods Sing for Lovers By Night            |
| Sure Is Lonesome Downtown           | 1963  |         | Goodnight My Love                                  |
| Goodnight My Love                   | 1963  | 32      | Goodnight My Love                                  |
| What'll I Do                        | 1963  |         | (Single seulement)                                 |
| Ruby Red Baby Blue                  | 1964  |         | (Single seulement)                                 |
| Ska Light, Ska Bright (Jamaica Ska) | 1964  |         | (Single seulement)                                 |
| Mr. Sandman                         | 1964  |         | Before And After                                   |
| Before And After (Losing You)       | 1964  |         | Before And After                                   |
| Come Softly to Me (version 1965)    | 1965  |         | (Single seulement)                                 |
| Rainbow'                            | 1965  |         | (Single seulement)                                 |
| For Lovin' Me                       | 1966  |         | Folk                                               |

### Albums

#### Albums studio
- Mr. Blue (1959)
- The Fleetwoods (1960)
- Softly (1961)
- Deep In A Dream (1961)
- The Best Goodies Of The Oldies (1961)
- For Lovers By Night (1963)
- Goodnight My Love (1963)
- Before And After (1965)
- Folk Rock (1965)

#### Compilations
- The Fleetwoods' Greatest Hits (1962)
- In A Mellow Mood (1966)
- The Very Best Of The Fleetwoods (1974)
- Buried Treasure (1983)
- Come Softly To Me: The Very Best Of The Fleetwoods (1993)